# Nico Jacob Polak
Nico Jacob Polak (Rotterdam, 18 augustus 1887 - aldaar, 17 augustus 1948) was een Nederlands bedrijfseconoom, en hoogleraar bedrijfshuishoudkunde aan de Nederlandsche Handelshoogeschool in Rotterdam.
Polaks vele malen herdrukt en bijgewerkt proefschrift Enige grondslagen voor de financiering der onderneming is een van de eerste standaardwerken op het gebied van de bedrijfseconomie in Nederland.

## Levensloop

### Jeugd, opleiding en eerste carrièrestappen
Polak was de zoon van Adolf Polak (1845-1905), een commissionair in effecten, en Elisabeth (Engers) Polak (1854-1943). Na de hogereburgerschool studeerde Polak verder aan de Hoogere Handelsschool te Rotterdam.
Na het overlijden van vader in 1905 trad Polak toe tot het commissionairskantoor van zijn vader te Rotterdam. Daarnaast leerde hij verder voor accountant. Na oprichting van de Nederlandsche Handels-Hoogeschool te Rotterdam in 1913 schreef hij zich daar in als student. Hij was medeoprichter van het Rotterdamsch Studenten Corps.
Naast zijn studie werkte Polak in de Eerste Wereldoorlog voor de Belasting-Accountantsdienst. In 1921 promoveerde hij in Rotterdam onder J.G.Ch. Volmer op een proefschrift getiteld "Enige grondslagen voor de financiering der onderneming."

### Verdere carrière
In het jaar van zijn promotie in 1921 werd Polak aan de Nederlandsche Handelshoogeschool hoogleraar bedrijfshuishoudkunde, als opvolger van de naar Amerika vertrokken Jacob Anton de Haas. Bij zijn aantreden sprak hij de inaugurele rede, getiteld "Het huidig stadium en de naaste taak der bedrijfsleer". Hij diende als hoogleraar tot zijn dood in 1948 en was in die periode drie maal rector magnificus van de hogeschool.
Na de Tweede Wereldoorlog werkte Polak actief mee aan de wederopbouw. Zo was hij voorzitter van de Afdeeling Beheer van de Raad voor het Rechtsherstel en voorzitter van de Staatscommissie voor Financiering van de Woningbouw. Hij was medeoprichter van de Maatschappij tot Financiering van Nationaal Herstel (Herstelbank), en werkte mee aan de reorganisatie van het hoger onderwijs.

### Persoonlijk
Nico Polak was een oom van Dolf Cohen.

## Publicaties
- Nico Jacob Polak. Eenige grondslagen voor de financiering van de onderneming. Proefschrift J. de Jong, 1921[4]
- Nico Jacob Polak. Het huidig stadium en de naaste taak der bedrijfsleer. Rede uitgesproken bij de aanvaarding van het hoogleeraarsambt aan de Nederlandsche handels-hoogeschool te Rotterdam op den 17den Januari 1922. Haarlem : Bohn, 1922[5]
- Nico Jacob Polak. De algemeene beginselen voor de heffing van belastingen. Met Anton van Gijn. Purmerend : Muusses, 1929.[6]
- Nico Jacob Polak, Martinus Cobbenhagen en Jan Goudriaan (red.). Van boekhouden tot bedrijfsleer: een bundel opstellen ter gelegenheid van zijn vijfentwintigjarig hoogleeraarschap door oud-studenten aangeboden aan Prof. Dr. J. G. Ch. Volmer.  Wassenaar : Delwel, 1934[7]
- N.J. Polak,  Aanpassen! Maar hoe? Nederlandsche Vereeniging voor Waardevast Geld, De Erven F. Bohn, Haarlem, 1935.[8]
- Nico Jacob Polak, G.W.M. Huysmans e.a. Weerspiegelde gedachten : opstellen aangeboden aan Prof. Dr. N. J. Polak bij zijn vijfentwintigjarig ambtsjubileum als hoogleeraar aan de Nederlandsche Economische Hoogeschool, 1922-17 Januari-1947. Haarlem : Bohn, 1948.
- Nico Jacob Polak, H.T. Go en J.P. Kikkert (red.) Verspreide geschriften van Prof. Dr. N. J. Polak. Purmerend : Muusses, 1953.